# Erich Winterhalder
Erich Winterhalder (rumänisch auch „Eric“ und fälschlich „Enric“, * 1808 in Wien; † 1889 in Kritzendorf) war ein österreichischer liberaler Ökonom, Journalist und Verleger, der sich in Bukarest niederließ, dort aktiv an der Rumänischen Revolution von 1848 teilnahm und in der Regierungszeit des Fürsten Alexandru Ioan Cuza wichtige Ämter innehatte. Von 1865 bis 1866 war er der erste Präsident der rumänischen CEC Bank.

## Leben
Erich Winterhalder wuchs im Wien der Biedermeierzeit auf und ging im Jahr 1829 als 20-Jähriger ins Fürstentum Walachei, wo nach dem Russisch-Türkischen Krieg von 1828–1829 unter Alexandru II Ghica eine neue moderne Armee aufgebaut wurde. Er wurde Offizier und machte bis 1833 militärische Karriere im walachischen Dienst. Danach blieb er in Bukarest und wurde Professor für Kunstgeschichte am dortigen bis 1837 existierenden Konservatorium. Er machte die Bekanntschaft mit Constantin Alexandru Rosetti, einem liberal gesinnten Schriftsteller aus einer phanariotischen Familie. Die beiden wurden Freunde und eröffneten 1840 in Bukarest ein Buchgeschäft und 1845 eine Druckerei unter dem Namen „Rosetti & Winterhalder“. Als die Revolution von 1848 auch bis Bukarest ausstrahlte, spielte die Druckerei der beiden, die dem radikalen Flügel der Revolutionäre angehörten, dabei eine wichtige Rolle. Dort wurden die Proklamationen das revolutionären Komitees gedruckt. Daneben stellte Winterhalder seine militärische Erfahrung in den Dienst der Revolution und nahm aktiv an den Kämpfen teil. Sein Kollege Rosetti war einer der ersten Verhafteten. Fürst Gheorghe Bibescu wurde von den Aufständischen aufgefordert, sich auf ihre Seite zu schlagen, was dieser jedoch ablehnte, doch bekämpfte er sie auch nicht. Am 9. Juni 1848 wurde die Proklamation von Islaz herausgegeben. Sie wurde sodann dem Fürsten vorgelegt, und dieser nahm die Resolution am 11. Juni an. Infolgedessen empörten sich große Teile des Adels und Klerus’ und der Fürst sah sich genötigt, am 13. Junijul. / 25. Juni 1848greg. abzudanken, das Land zu verlassen und nach Siebenbürgen, später nach Paris zu gehen. Eine provisorische Regierung kam eine an die Macht. Rosetti wurde freigelassen und zum Chef der Polizei ernannt. Die neue Regierung verlieh Winterhalder als Dank für seine Unterstützung die walachische Staatsbürgerschaft, doch schon im Herbst wendete sich die Situation. Am 13. September kam es zu blutigen Kämpfen zwischen der revolutionären Miliz und auf Ersuchen Russlands herbeigeeilten osmanischen Truppen. Winterhalder wurde kurz darauf im Oktober 1848 verhaftet und blieb bis 1849 in Arrest. Die neue gemäßigte Regierung unter Fürst Barbu Dimitrie Știrbei schickte ihn 1852 schließlich ins Exil.
Nach Ende des Krimkriegs, in dem die Walachei erst von russischen Truppen und ab 1854 von österreichischen und türkischen Truppen besetzt war, kehrte Winterhalder im Jahr 1857 nach Bukarest zurück. Sein Freund Rosetti kehrte im selben Jahr aus dem Exil in Paris zurück und die beiden gründeten die radikal-liberale Zeitung Românul. Daneben arbeitete er auch für die Zeitung Contemporanul. Er schrieb Kolumnen, in denen er eine liberale kapitalistische Entwicklung der rumänischen Wirtschaft forderte, die durch Modernisierung der Landwirtschaft und mit Hilfe ausländischen Kapitals nach französischem Vorbild gestaltet werden sollte. Daneben setzte er sich vehement für die Einführung einer eigenen nationalen Währung ein.
Im Jahr 1859 kam es schließlich zur von den Liberalen und Nationalen lang ersehnten Vereinigung der beiden Donaufürstentümer zum Fürstentum Rumänien. Der neue Fürst Alexandru Ioan Cuza holte Winterhalder 1860 in sein Kabinett und ernannte ihn zum Direktor und Generalsekretär des Finanzministeriums, ein Amt, das er bis 1862 behielt. In dieser Zeit modernisierte er die Buchhaltung und die interne Organisation des Ministeriums. Im Jahr 1865 wurde unter seiner Führung eine neue staatlichen Sparkasse gegründet, die „Casa de Depuneri si Consemnatiuni“ (C.P.C.), deren erster Präsident er wurde. Als jedoch Fürst Cuza 1866 gestürzt und Rumänien zum Königreich unter dem Hohenzoller-König Karl I. ausgerufen wurde, zog er sich von allen politischen Ämtern zurück.
Im Jahr 1869 schließlich verließ Winterhalder Rumänien und kehrte nach Österreich zurück. Dies war auch deshalb möglich, weil 1867 im Zuge des Österreichisch-Ungarischen Ausgleichs alle Teilnehmer der 1848er-Revolution, in der Winterhalder indirekt auf den Seiten der Gegner seines Heimatlandes gestanden hatte, amnestiert worden waren. Im Jahr 1889 starb er in der Nähe von Wien in Kritzendorf, heute ein Teil von Klosterneuburg. Die von ihm gegründete Sparkasse besteht heute noch und ist mittlerweile die älteste noch existierende Bank in Rumänien.